# Montgardon
Montgardon és un municipi francès situat al departament de la Manche i a la regió de Normandia. L'any 2007 tenia 410 habitants.

## Demografia

### Població
El 2007 la població de fet de Montgardon era de 410 persones. Hi havia 184 famílies de les quals 52 eren unipersonals (20 homes vivint sols i 32 dones vivint soles), 64 parelles sense fills, 48 parelles amb fills i 20 famílies monoparentals amb fills.
La població ha evolucionat segons el següent gràfic:
Habitants censats

### Habitatges
El 2007 hi havia 239 habitatges, 185 eren l'habitatge principal de la família, 41 eren segones residències i 13 estaven desocupats. 236 eren cases i 2 eren apartaments. Dels 185 habitatges principals, 153 estaven ocupats pels seus propietaris, 26 estaven llogats i ocupats pels llogaters i 6 estaven cedits a títol gratuït; 10 tenien dues cambres, 27 en tenien tres, 49 en tenien quatre i 99 en tenien cinc o més. 152 habitatges disposaven pel capbaix d'una plaça de pàrquing. A 87 habitatges hi havia un automòbil i a 79 n'hi havia dos o més.

### Piràmide de població
La piràmide de població per edats i sexe el 2009 era:
| Homes | Edats   | Dones |
| ----- | ------- | ----- |
| 0     | 95 o +  | 0     |
| 0     | 90 a 94 | 12    |
| 0     | 85 a 89 | 0     |
| 8     | 80 a 84 | 4     |
| 0     | 75 a 79 | 12    |
| 4     | 70 a 74 | 8     |
| 24    | 65 a 69 | 20    |
| 20    | 60 a 64 | 12    |
| 8     | 55 a 59 | 20    |
| 4     | 50 a 54 | 16    |
| 20    | 45 a 49 | 12    |
| 12    | 40 a 44 | 16    |
| 16    | 35 a 39 | 16    |
| 16    | 30 a 34 | 8     |
| 32    | 25 a 29 | 4     |
| 16    | 20 a 24 | 20    |
| 8     | 15 a 19 | 16    |
| 16    | 10 a 14 | 16    |
| 12    | 5 a 9   | 4     |
| 8     | 0 a 4   | 0     |

## Economia
El 2007 la població en edat de treballar era de 239 persones, 169 eren actives i 70 eren inactives. De les 169 persones actives 161 estaven ocupades (87 homes i 74 dones) i 8 estaven aturades (2 homes i 6 dones). De les 70 persones inactives 34 estaven jubilades, 17 estaven estudiant i 19 estaven classificades com a «altres inactius».

### Ingressos
El 2009 a Montgardon hi havia 184 unitats fiscals que integraven 463 persones, la mediana anual d'ingressos fiscals per persona era de 15.018 €.

### Activitats econòmiques
Dels 12 establiments que hi havia el 2007, 6 eren d'empreses de construcció, 4 d'empreses de comerç i reparació d'automòbils, 1 d'una empresa de serveis i 1 d'una entitat de l'administració pública.
Els 3 serveis als particulars que hi havia el 2009 eren lampisteries.
L'any 2000 a Montgardon hi havia 29 explotacions agrícoles que ocupaven un total de 876 hectàrees.

## Poblacions més properes
El següent diagrama mostra les poblacions més properes.